# Żalno (przystanek kolejowy)
Żalno – przystanek kolejowy w Żalnie, w gminie Kęsowo, w powiecie tucholskim, w województwie kujawsko-pomorskim.

## Ruch pasażerski
| Rok  | Wymiana pasażerska na dobę |
| ---- | -------------------------- |
| 2017 | 10-19                      |
| 2022 | 20-49                      |